# تمسولت آيت سوال (تيزي نتاست)
تمسولت آيت سوال هو دُوَّار يقع بجماعة تيزي نتاست، إقليم تارودانت، جهة سوس ماسة في المملكة المغربية. ينتمي الدوّار لمشيخة تيزي نتاست التي تضم 33 دوار. يقدر عدد سكانه بـ 220 نسمة حسب الإحصاء الرسمي للسكان والسكنى لسنة 2004.

## روابط خارجية
- البوابة الوطنية للجماعات الترابية نسخة محفوظة 12 مارس 2018 على موقع واي باك مشين.
- المندوبية السامية للتخطيط